# Mutukula
Mutukula est une localité du district de Missenyi (en) dans la région de Kagera en Tanzanie. Il s'agit de la ville-frontière entre l'Ouganda et la Tanzanie.

## Géographie
Mutukula est situé à 70 km au nord-ouest de Bukoba, la capitale régionale.